# Klášterní mlýn (Zlatá Koruna)
Klášterní mlýn ve Zlaté Koruně v okrese Český Krumlov je vodní mlýn, který stojí jižně od kláštera na řece Vltavě.

## Historie
Mlýn byl pravděpodobně založen kolem roku 1263, první písemná zmínka však pochází až z roku 1552. V roce 1883 byl jez mlýna pod správou vrchnosti a roku 1895 proběhla dražba mlýna v odhadní ceně 26.368 zlatých.

## Popis
Zděná jednopatrová mlýnice a dům stojí samostatně. Původně byl mlýn propojen dvěma komunikacemi od severovýchodu; jedna z cest mířila k východní straně mlýna s hlavní vstupní a manipulační plochou a dále pokračovala přes náhon a ostrov přes most, druhá procházela kolem severní strany mlýna a pokračovala podél mlýnského náhonu na západ. Nad mlýnem se nacházela pekárna č.p. 4 a gotický dům č.p. 5 kde je od 2. poloviny 17. století doložena sladovna.
Voda na vodní kolo vedla náhonem od jezu; v roce 1930 měl mlýn dvě kola na spodní vodu (spád 5 m, výkon 10,5 HP; zaniklo). Dochovalo se umělecké složení; v roce 1883 je uváděno 5 složení, 8 stoup a pila. Umělecké mlecí složení bylo poháněno prostřednictvím litinových ozubených kol a dvou litinových věnců s dřevěnými palci (dochovalo se). Pila je uváděna i v roce 1930, později zanikla.